# Saint-Just Péquart

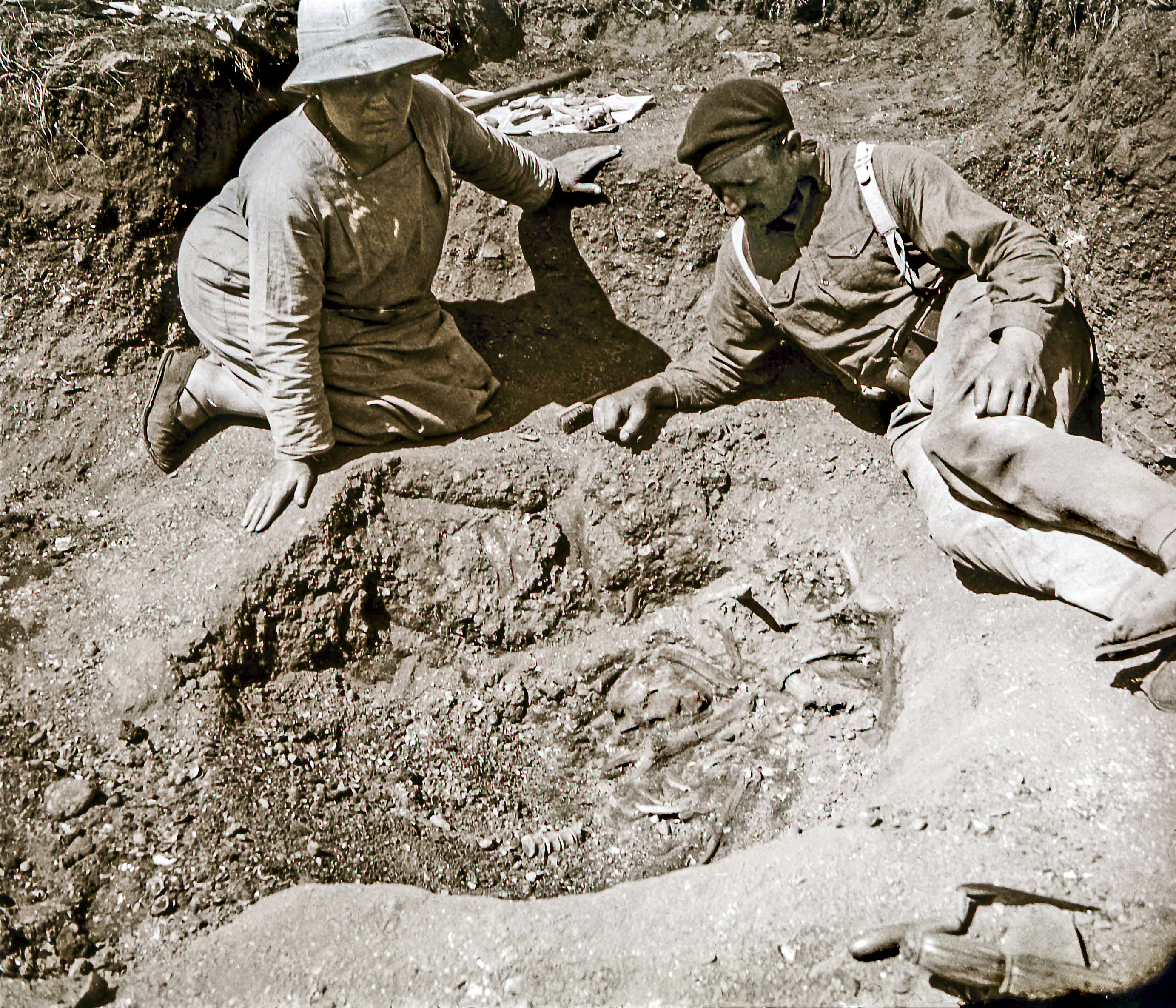
Martha und Saint-Just Péquart. Beginn der Freilegung des Grabes von Téviec im Jahr 1928.

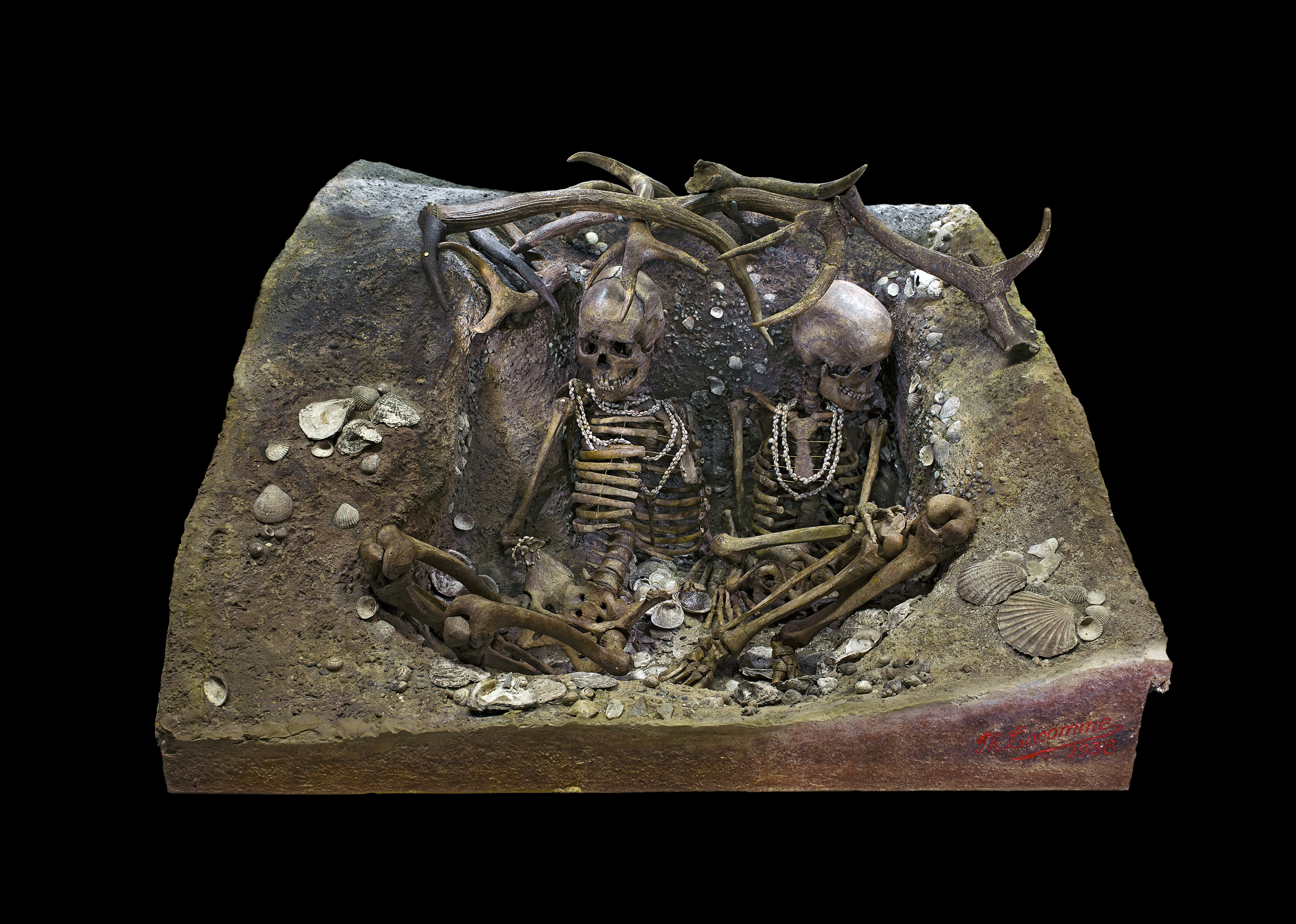
Grab von Téviec

Saint-Just Péquart (* 1881; † 1944) war ein französischer Archäologe.

## Leben
Saint-Just Péquart war unter anderem Präsident der Société préhistorique française, Mitglied der Commission des monuments historiques sowie Inspecteur des antiquités nationales préhistoriques für den Westen Frankreichs und Mitglied der Akademie von Lyon. Er gründete das Kolonialinstitut an der Universität Nancy und die Revue Lorraine d’Anthropologie. Er war Träger des Ordens von Nichan Iftikar und des marokkanischen Ordens Ouissam Alaouite.
Zusammen mit seiner Frau Marthe ergrub er zahlreiche bretonische Fundstellen, die berühmtesten darunter sind die spät-mesolithischen Friedhöfe von Île d’Hœdic und Île Téviec im Golf von Morbihan. Er grub auch zahlreiche Megalithanlagen aus, darunter 1921 die Allée couverte von Net, die Dolmen von St. Adrien und Kourégan, 1922 den Tumulus von Crucuny (spätneolithisch), 1923–26 die Steinkreise der Ile d’Er Lannic und erforschte megalithische Felsgravuren. 1923 führte er eine Bestandsaufnahme auf der Insel Houat durch, wo er eine Siedlung des Spätneolithikums nachweisen konnte. Von 1935 bis 1942 grub er in der Höhle von Mas d’Azil (Ariège).
Wegen seiner Mitgliedschaft in einer französischen Miliz würde er von einem französischen Kriegsgericht zum Tode verurteilt und hingerichtet, einen Tag, bevor De Gaulle solche Hinrichtungen untersagte.
Saint-Just Péquart und seine Frau hatten drei Kinder.

## Publikationen
- S.-J. Péquart: La nécropole mésolithiqie de l’Ile d’Hoëdic. In: L’Anthropologie 94/1-2, 1932
- M. et S.-J. Péquart: La Grotte du Mas D’Azil (Ariege).
- M. et S.-J. Péquart/Z. Le Rouzic, CORPUS des SINES GRAVÉS des MONUMENTS MÉGALITHIQUES du MORBIHAN (Paris 1927)
- M. et S.-J. Péquart: Hoëdic, Deuxieme Station Necropole du Mesolithique Cotier Armoricain. Avec Note anthropologique de H. V. Vallois. Anvers, De Sikkel 1954.
- M. et S.-J. Péquart, BOULE M., Vallois H., TÉVIEC, Station-Necropole Mesolithique du  Morbihan. Archives de l’Institut de Paléontologie Humaine, Mémoire n° 18, (Paris, Masson 1937).

| Personendaten    | Personendaten            |
| ---------------- | ------------------------ |
| NAME             | Péquart, Saint-Just      |
| KURZBESCHREIBUNG | französischer Archäologe |
| GEBURTSDATUM     | 1881                     |
| STERBEDATUM      | 1944                     |